# Дисање под натпритиском
Дисање под натпритиском је вештачко повећање смањеног парцијалног притиска кисеоника у удахнути ваздуху, као једна од основних мера у борби против смањеног барометарског притиска атмосферског ваздуха и појаве хипоксије у телу пилота за време летења на великим висинама.

## Основне поставке

### Физичко-хемијске карактеристике атмосфере
Ваздушни омотач Земље састоји се од мешавине гасова. Ма колико далеко се пружала гасовита фракција атмосфере од површине Земље на њу битно утичу два фактора; топлотно зрачење Сунца и гравитација Земље.
Топлотно зрачење Сунца појачава тежњу атмосферских гасова да се шире у околну вакуума космоса. „Расипању“ молекула ваздуха у космосу ефикасно се супротставља Земљина тежа. Последица тога је јасна типизација густине и притиска атмосфере по њеном вертикалном пресеку.
Густина (d) гаса је дефинисана као маса у јединици запремине и изражена је грамима у кубном метру. На нивоу мора густина атмосфере је 1.200 gr/m³. Са повећањем висине (под претпоставком да је температура константна) густина атмосфере опада експоненцијално. То значи да се густина смањује једнако сразмерно са једнаким интервалима висине. Тако на висини од 5.500 m густина ваздуха је је упола мања него на нивоу мора. На висини од 11.000 m густина износи 1/4 вредности на нивоу мора.
Притисак (p) је количник силе која делује на површину или уопштено, притисак се дефинише као однос силе (F) и површине (S) на коју та сила делује под правим углом. Овај однос представља се формулом:
| {\displaystyle p\,} | {\displaystyle ={\frac {F}{S}}} |
Атмосферски притисак је директна последица тежине ваздуха. Ваздушни притисак се мери у грамима по кубном сантиметру и милиметрима живе. Једна стандардна атмосфера је тежина ваздушног стуба који врши притисак на живин стуб површине 1 см² и износи 760 mmHg или 1 бар = 1,3 кРа.
У међународном систему мерних јединица (SI) притисак се мери паскалом (Ра), који је дефинисан као сила од 1 њутна (N) по 1 m², што се представља формулом:
| {\displaystyle 1Pa\,} | {\displaystyle ={\frac {1N}{1m^{2}}}} |
Притисак ваздуха разликује се са променом места на Земљи и времена јер се количина (и тежина) ваздуха изнад Земље исто тако разликује. Атмосферски притисак се смањује за 50% на висини од око 5.000 m (као што се и око 50% укупне масе атмосфере налази унутар најнижих 5.000 m). Просечни атмосферски пристисак измерен на нивоу мора износи око 1 бар = 1 атм = 101.3 кРа.
°
Са повећањем висине барометарски притисак опада експоненцијално, слично густини ваздуха (приказано на табели испод), уз незнатна одступања у паду притиска са висином што је проузроковано температуром атмосфере.
| Висина (m)    | Притисак (mmHg) | Притисак кисеоника (mmHg) | Температура ( °C) |
| на нивоу мора | 760 (664—803)   | 159                       | +15               |
| 5.500         | 380             | 75                        | - 21              |
| 11.000        | 190             | 38                        | - 52              |
| 15.000        | 87              | 18                        | - 55              |
| 19.350        | 47              | 0                         | - 55              |

### Атмосфере са гледишта физиологије летења
Након што је у претходном делу приказан преглед физичко-хемијских услова у атмосфери, с гледиша летења на висини, у овом делу биће приказане неке од многоструких функција атмосфере и њени учинци на летење. Ове функције и учинци атмосфере не завршавају се на њеним материјалним границама; већ штавише они су ограничени различитим висинама. Ови физилиошки нивои који су означени и као функционални лимити или границе атмосфере од којих зависи одржање живота су;
Физиолошка зона (граница) атмосфере или зона потпуне компензације (која се протеже од 0 m до 3.000 m надморске висине)
Функционална (витална) граница атмосфере (која се налази на 15.000 m висине) је зона земљине атмосфере на којој је „време чисте свести“ након наглог губитка притиска (нпр декомпресије кабине током летења авионом) само 15 секунди.
Физиолошка граница функција атмосфере, позната под називом Армстронгова граница (која се налази на око 19.000 m висине) је зона земљине атмосфере на којој ће због пада атмосферског притиска испод 47 mmHg, телесне течности у телу човека прокључати.
Зато су са гледишта летења човека и ваздухопловне и космичке медицине,, које се баве изучавањем тих утицаја на организам пилота и космонаута, функције и учинци атмосфере подељени у више категорија (10), од којих ће у овом чланку бити размотрене две, непосредно повезане са функционални лимитима или границама атмосфере;

### Притисак кисеоника и дисање
Кључна улога атмосфере у одржавању живота на Земљи је обезбеђење кисеоника за дисање. У горњим слојевима атмосфере изнад 100 km или Карманове линије, он је откривен само у облику атомског кисеоника насталог у процесу фотодисоцијације биатомског кисеоника (О2) под утицајем врло кратког ултравиолетног зрачења.
Физиолошка зона атмосфере или зона потпуне компензације протеже се од нивоа мора до 3.000 m висине. То је зона до које се човеково тело добро прилагођава висини. Ниво кисеоника у овој зони је довољан да задржи нормалну, здраву особу у физиолошком стању без помоћи посебне заштитне (висинске) опреме. Промене у атмосферском притиску са брзим успонима у овој зони могу једино да изазову осећај притиска или пуцкетања у уву или синусим заробљеним гасом, који се са порастом висине шири у у овим шупљинама. Међутим, ове промене су релативно слабе у поређењу са баротрауматским оштећењима телесних шупљина и других органа испуњених ваздухом, која могу настати на већим надморским висинама.
Парцијални притисак кисеоника рапидно опада са висином, а то снижење одговара опадању целокупног барометарског притиска (види горњу табелу) у атмосфери. У односу на ниво мора, где парцијални притисак кисеоника износи 159 mmHg, на 11.000 m он износи 1/4 или 37 mmHg, а на 19.000 m, или на нивоу Армстронгове границе, 0 mmHg. С обзиром да кисеоник одржава живот, снижење барометарског притиска на 87 mmHg, колико износи парцијални притисак водене паре и угљен-диоксида у плућима (што одговара висини од 15.000 m)—онемогућава улаз кисеоника из спољашње атмосфере у алвеоле плућа јер су оне већ испуњене (заузете) укупним барометарским притиском који одговара парцијалном притиску угљен-диоксида и водене паре. Како оба ова гаса потичу из влажне средине тела, ништа се не би променило и кад би се околни ваздух састојао од чистог кисеоника.
Зато се на висини од 15.000 m налази функционална (витална) граница атмосфере, на којој је „време чисте свести“ након наглог губитка притиска (нпр декомпресије кабине током летења авионом) само 15 секунди, што значи да живот на овој висини зависи искључиво од мале резерве кисеоника у телу која износи око 1 литар.

#### Барометарски притисак и телесне течности
Само неколико километара изнад прве границе, функционалне границе атмосфере, постоји и друга или физиолошка граница функција атмосфере, позната под називом Армстронгова граница.
Течности испољавају известан притисак паре изнад своје површине. Њен максимум или притисак засићене паре зависи од температуре течности. Загревање течности повећава притисак паре до тачке на којој се он изједначава са барометарским притиском изнад течности. На тој тачки течност почиње да кључа (ври). На нормалном атмосферском притиску од 760 mmHg вода кључа на 100 °C. Исто се постиже и са течностима извесне, константне температуре—смањивањем барометарског притиска до притиска паре у конкретној течности.
Притисак водене паре у течностима нашег тела при нормалној телесној температури од 37 °C, износи 47 mmHg. Оног тренутка када са висином барометарски притисак опадне испод 47 mmHg, телесне течности у нашем телу ће прокључати. Први који је то проучио и доказао на хомеотермима у барокомори био је др Армстронг. Овај поремећај се манифестује у мукозним мембранама уста и конјуктива очију, отичањем коже услед дифузног образовања мехури ткивима и формирања мехурића у крви.
На висини изнад 19.000 m атмосферски притисак је 47 mmHg. Изнад ове висине губи се витално важна заштита атмосферског притиска против кључања течности или ебулизма, на сличан начин као да нисмо окружени атмосфером. Ово је други физиолошки лимит за боравак човека на великим висинама, који изискује антивакуумску заштиту или специјално одело и кисеоничку кацигу под притиском, другојачије названо висинско одело, или пресуризовану кабину.
Притисак гаса остварује се само за време удисања, док у току издисања притиска нема. На овај начин је измењен нормални респираторни циклус јер је сада удах пасивна фаза а издах активна фаза. У току издисања потребно је извршити одређени рад да би се створио повећан негативан притисак у грудном кошу, који ће истиснути ваздух како би притисак у плућима изједначио са спољашњим. И тако док дисање доводи у плућа позитивни притисак остали делови тела су изложени околним притиску ваздуха.

## Физиологије дисања под натпритском и мере заштите
Дисање 100% кисеоника под натпритиском од 11,7 kpa обезбедило би трајну успешну заштиту од хипоксије на било којој висини. Међутим овако велики натпритисак је неостварљива јер доводи до; декомпресионе болести и физиолошких поремећаја у раду респираторног система.
Могућности дисања кисеоника под натпритиском нису неограничене, те након преласка вредности од 7,8 kPa, долази до значајних поремећаја у раду кардиоваскуларног и респираторног система, а на већим притисцима могло би да дође и до руптуре плућа.
Да би се ово спречило, у свим ваздухопловствима, уведена су специјална одела са натпритиском која стварају притисак са спољне стране тела пилота. Тим заштитним мерама се спољни притисак изједначава са унутрашњим притиском. Само са оваквим оделом добро се подноси дисање под натпритиском и до 20,7 kPa
Како је дисање кисеоника под натпритиском веома напорно, његова примена није препоручљива дужи временски период, а и сама опрема која се користи за ту намену знатно отежава рад пилота у току управљања ваздухопловом. Зато су савремени авиони тако конструисани да су њихове кабине заштитна средине под натпритиском, што омогућава нормалан рад пилота. У таквим ваздухопловима одело се користи само у случају настанка ванредне ситуације (расхерметизација кабине не великим висинама).